# Santi Cosma e Damiano in Banchi
Santi Cosma e Damiano in Banchi, även benämnd Sant'Elisabetta al Gonfalone, var en liten kyrkobyggnad i Rom, helgad åt de heliga martyrerna Kosmas och Damianus. Kyrkan var belägen i Rione Ponte, vid Via dei Banchi Vecchi.

## Kyrkans historia
Kyrkan uppfördes år 1344. År 1479 överläts den åt Università dei Barbieri, barberarnas skrå, som lät restaurera den. Skrået flyttade 1560 till kyrkan Santi Cosma e Damiano de Monte Granato, belägen mellan kyrkorna San Trifone och San Salvatore alle Coppelle. Samtidigt flyttade Confraternita di Sant'Elisabetta dei Mendicanti Invalidi in i kyrkan vid Via dei Banchi Vecchi. Detta sällskap, uppkallat efter den heliga Elisabet av Ungern, bistod stadens blinda och på annat vis funktionshindrade tiggare.

## Rivning
Kyrkan Santi Cosma e Damiano in Banchi revs mot slutet av 1800-talet för att ge plats åt ett bostadshus.